# 窒素15
窒素15は、天然に存在する窒素の安定同位体の一つで、地球上の全窒素の0.364%を占める。陽子7個と中性子8個から構成される。

## 核磁気共鳴
窒素15の主な用途として、核磁気共鳴分光法における観測核としての用途がある。窒素の同位体として天然に最も多く存在している窒素14はスピンが1であるため核四極子相互作用があり、そのため高分解能なスペクトルが得にくい。一方窒素15はスピンが-1/2で核四極子相互作用がなく、高分解能なスペクトルが得られる。そのため多くの場合窒素の測定を行う場合は窒素15を観測する。